# Gavmii mi ekuverikan matii tibegen kuriime salaam
Gavmii mi ekuverikan matii tibegen kuriime salaam este imnul național din Insulele Maldive.